# Jack Hawksworth
Jack Hawksworth (Bradford, West Yorkshire, 28 februari 1991) is een Brits autocoureur.

## Carrière
Hawksworth begon in het karting op dertienjarige leeftijd. Voordat hij 15 was, was hij kampioen in de Junior Rotax Euro Max en tweede in de World Final. Nadat hij uit de Junior-karts promoveerde, werd hij een professionele karter. Hierbij won hij de Trofeo Margutti in 2009 in de KZ1. Tevens won hij races in het Duitse kampioenschap en behaalde hij podiumplaatsen in de Europese KZ1- en KZ2-kampioenschappen. In 2010 eindigde hij als zesde in het Europese KZ1-kampioenschap voor het Maddox Team. In een eenmalig optreden won hij de British Kart Masters in 2010 in de Senior Max-klasse voor Protrain Racing.
Aan het eind van 2010 maakte Hawksworth zijn debuut in het formuleracing, waarbij hij deelnam aan de Formule Renault UK Winter Series voor Mark Burdett Motorsport. In zes races behaalde hij vier pole positions en twee podiumplaatsen op het Pembrey Circuit. Hiermee werd hij derde in het kampioenschap achter Alex Lynn en Joni Wiman. In 2011 nam hij deel aan het gehele seizoen van de Formule Renault UK en kwam aanvankelijk uit voor Mark Burdett Motorsport. Halverwege het seizoen stapte hij over naar Atech Reid GP. Met één overwinning op het Croft Circuit werd hij vierde in het kampioenschap achter Alex Lynn, Oliver Rowland en Tio Ellinas.
In 2012 maakte Hawksworth de overstap naar de Verenigde Staten om daar te gaan racen in het Star Mazda Championship. Hij kwam uit voor het Team Pelfrey. Hij behaalde de meeste overwinningen (8), pole positions (10) en snelste ronden (11) ooit in het kampioenschap en behaalde hiermee de titel. In 2013 stapte hij over naar de Indy Lights, rijdend voor het team Schmidt Peterson Motorsports. Met drie overwinningen eindigde hij hier als vierde in het kampioenschap achter Sage Karam, Gabby Chaves en Carlos Muñoz.
In 2014 promoveerde Hawksworth naar de IndyCar Series, waar hij uitkomt voor het team Bryan Herta Autosport.

## Resultaten
IndyCar Series resultaten (aantal gereden races, aantal maal in de top 5 van een race, eindpositie kampioenschap en punten)
| Jaar | Races | 1ste | 2de | 3de | 4de | 5de | Rang | Ptn |
| ---- | ----- | ---- | --- | --- | --- | --- | ---- | --- |
| 2014 | 7     | -    | -   | -   | -   | -   | 15   | 141 |

### Resultaten Indianapolis 500
| Jaar | Chassis | Motor | Start | Finish | Team                  |
| ---- | ------- | ----- | ----- | ------ | --------------------- |
| 2014 | Dallara | Honda | 12    | 20     | Bryan Herta Autosport |